# Mận damson
Damson (/ˈdæmzən/) hay Mận Damson (Prunus domestica subsp. insititia, hay Prunus insititia), là một loài thực vật có quả hạch, một phân loài của mận. Tên có yếu tố insititia được tìm thấy trên khắp châu Âu, nhưng tên gọi damson có nguồn gốc từ Vương quốc Anh và chỉ đến những giống có xuất xứ tại đây. Mận damson là một loại quả tương đối nhỏ giống quả mận có hình trứng với hương vị đặc biệt, hơi chát và được sử dụng rộng rãi trong ẩm thực, đặc biệt là trong các món mứt.
Ở Nam Á và Đông Nam Á, thuật ngữ mận damson đôi khi dùng để chỉ trâm mốc, một loại quả từ cây thuộc họ Myrtaceae. Trước đây, ở Jamaica, tên "damson núi" hoặc "damson đắng" cũng được dùng để gọi Simarouba amara.

## Lịch sử
Tên gọi 'damson' bắt nguồn từ các từ damascene, damesene, damasin, damsin trong tiếng Anh thời kỳ Trung cổ và cuối cùng là từ (prunum) damascenum ("mận từ Damascus") trong tiếng Latinh. Một lý thuyết vẫn thường tuyên bố rằng damson lần đầu tiên được trồng trong thời cổ đại ở vùng đất xung quanh thành phố cổ Damascus, thủ đô của Syria hiện nay, và đã được mang đến Anh bởi người La Mã. Mối liên hệ lịch sử giữa damascenum thời La Mã và mận damson phía bắc và tây châu Âu khá mong manh dù đã dùng để gọi là mận. Trong thời kỳ hậu cổ điển, các tác giả La Mã và Hy Lạp mô tả Damascenum có nhiều đặc tính của một món mận ngọt dùng để tráng miệng, nhưng đặc tính lại không phù hợp để gọi là "mận damson". Dấu tích của mận damson đôi khi được tìm thấy trong các cuộc khai quật khảo cổ học tại các di chỉ La Mã cổ đại trên khắp nước Anh, chúng rõ ràng đã được trồng trọt và tiêu thụ trong nhiều thế kỷ. Hạt quả mận Damson đã được tìm thấy trong một cuộc khai quật ở Hungate, York có niên đại vào cuối thời kỳ Anglo-Saxon của Anh.
Nguồn gốc chính xác của Prunus domestica subsp. insititia vẫn còn rất nhiều tranh cãi: nó thường được cho là đã phát sinh từ các cây lai hoang dã ở Tiểu Á, giữa mận gai (Prunus spinosa) và mận anh đào (Prunus cerasifera). Mặc dù vậy, các cuộc thử nghiệm trên mận anh đào và mận damson cho thấy có thể quả mận damson phát triển trực tiếp từ các dạng của quả mận gai, có lẽ thông qua các giống có quả tròn được gọi là mận bullace, và mận anh đào không đóng một vai trò nào trong huyết thống của nó. Insititia có nhiều loại khác nhau, chẳng hạn như mận Đức Kriechenpflaume hoặc mận Pháp quetsche, phân bố trên khắp châu Âu và từ "damson" đôi khi được dùng để chỉ các loại mận này trong tiếng Anh, nhưng nhiều giống mận dùng trong tiếng Anh với tên "damson" ban đầu chỉ mận có dạng khác biệt về vị đặc trưng và hình dạng quả lê (pyriform) so với các dạng mận lục địa châu Âu. Robert Hogg nhận xét rằng "Damson dường như là một loại trái cây đặc biệt đối với nước Anh. Chúng ta không thấy nó ở nước ngoài, cũng như không có bất kỳ đề cập nào về nó được thực hiện trong bất kỳ công trình nghiên cứu nào hoặc danh mục vườn ươm nào trên Lục địa". Theo tiến triển thời gian, sự phân biệt được phát triển giữa các giống được gọi là "damascenes" và các loại (thường nhỏ hơn) được gọi là "damson", đến mức vào năm 1891, chúng trở thành đối tượng của một vụ kiện khi một cửa hàng tạp hóa ở Nottinghamshire phàn nàn về việc được cung cấp sai một trong hai giống quả này, trong khi anh ấy đặt hàng cái khác.
Ngoài việc cung cấp trái cây để ăn, cây mận damson còn làm hàng rào cứng hoặc chắn gió, và nó đã trở thành loại cây hàng rào được ưa chuộng ở một số vùng của Anh như Shropshire và Kent. Ở những nơi khác mận damson được sử dụng trong vườn cây ăn trái để bảo vệ các cây trồng khác thiếu độ cứng cáp, mặc dù vườn cây trồng toàn bộ là cây mận là một đặc điểm của một số khu vực, chẳng hạn như thung lũng Lyth ở Westmorland và thung lũng Teme ở Malverns, và thực sự damsons là mận chỉ được trồng thương mại ở phía bắc Norfolk.
Có nhiều bằng chứng giai thoại cho thấy mận damson đã được sử dụng trong các ngành công nghiệp sản xuất vải và thuốc nhuộm của Anh vào thế kỷ 18 và 19, với nhiều khu vực trồng damson lớn (Buckinghamshire, Cheshire, Westmorland, Shropshire và Worcestershire). Những giai thoại kể rằng mận damson được sử dụng để nhuộm quân phục màu kaki, và điều này đặc biệt phổ biến. Tuy nhiên, một báo cáo vào năm 2005 của cơ quan bảo tồn English Nature không thể tìm thấy bằng chứng tài liệu nào trong ngành công nghiệp nhuộm cho thấy mận damson từng là nguồn thuốc nhuộm, lưu ý rằng việc sử dụng thuốc nhuộm tự nhiên đã giảm nhanh chóng sau những năm 1850, và kết luận rằng "dường như không có bằng chứng cho thấy mận damson được sử dụng rộng rãi hoặc sử dụng trong phát triển kỹ nghệ". Việc sử dụng chúng được ghi nhận trong thời kỳ công nghiệp là để làm mứt thương mại, và các vườn cây ăn quả của giống mận này đã trồng phổ biến rộng rãi cho đến Thế chiến thứ hai. Sau đó, do thay đổi trong khẩu vị tiêu dùng, do ảnh hưởng của việc phân bổ đường thời chiến, và do chi phí tương đối cao trong việc trồng và phát triển mận damson ở Anh, nên cuối cùng gây ra sự sụt giảm nghiêm trọng đối với giống cây trồng này.
Mận damson đã được đưa vào các thuộc địa Mỹ bởi những người Anh định cư trong giai đoạn trước cuộc Cách mạng Hoa Kỳ. Nó được coi là phát triển ở lục địa Hoa Kỳ tốt hơn so với các giống mận châu Âu khác; nhiều tài liệu tham khảo sớm nhất đề cập mận châu Âu trong vườn cây ăn quả Mỹ liên quan đến mận damson. Là loại cây ưa thích của những người thực dân đầu tiên, cây mận damson đã thoát khỏi các khu vườn trồng và có thể được tìm thấy mọc hoang dã ở nhiều tiểu bang như Idaho.

## Đặc điểm

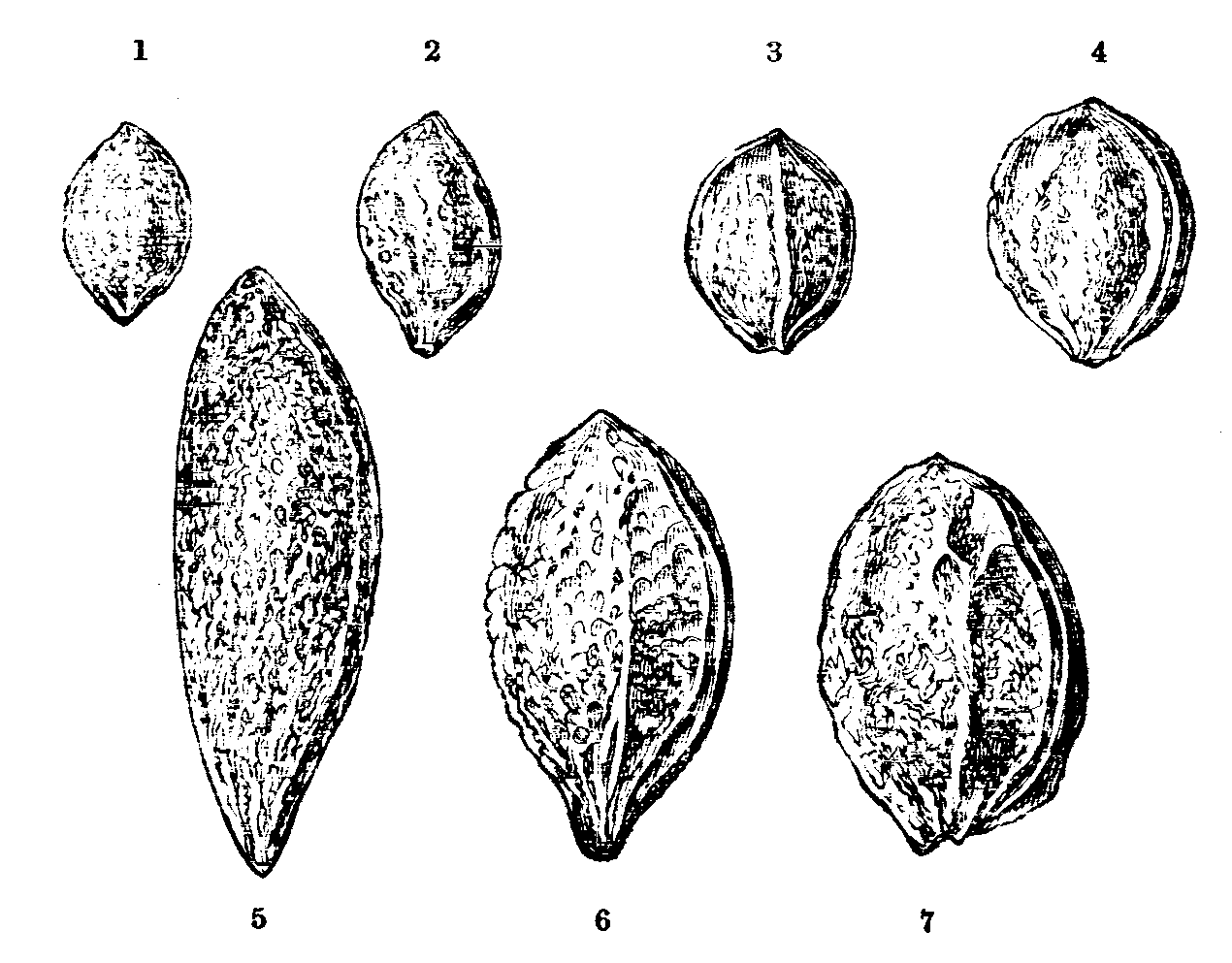
So sánh hạt quả của mận: Shropshire damson được hiển thị ở hàng trên cùng, thứ hai từ trái sang (số 2). Từ Variation of Animals and Plants under Domestication của Charles Darwin.

Đặc điểm chính của mận damson là hương vị đậm đà đặc biệt của nó; không giống như các loại mận khác nó vừa chứa rất nhiều đường vừa chứa rất nhiều chất làm chát. Quả mận damson cũng có thể được xác định bằng hình dạng của nó, thường là hình quả trứng hơi nhọn ở một đầu, hoặc hình quả lê; thịt quả màu vàng - xanh có kết cấu mịn khi ăn; và vỏ của nó có màu từ xanh đậm đến màu chàm đến màu gần như đen tùy thuộc vào giống cây trồng (Giống Prunus domestica khác có thể có vỏ màu tím, vàng hoặc đỏ). Hầu hết các giống mận damson thuộc loại "quả hạch". Chúng cũng gần giống với mận bullace bán hoang dã, cũng được phân loại là ssp. insititia là một loại mận nhỏ hơn nhưng quả tròn, có vỏ màu xanh tím hoặc vàng lục. Mận damson nhìn chung hạt quả có rãnh sâu, không giống như mận bullace, và không thể sấy khô để làm mận khô được.

## Các giống trồng
Một số giống cây trồng đã được chọn lọc, một số giống được tìm thấy ở Anh, Ireland và Hoa Kỳ. Hiện vẫn có ít giống damson, tạp chí The Garden ghi nhận có không quá "tám hoặc chín giống" tồn tại vào cuối thế kỷ 19; một số tự sinh sản và có thể sinh trưởng từ hạt cũng như bằng cách ghép. Giống 'Farleigh Damson' và giống 'Prune Damson' đã đạt được Giải thưởng Garden Merit của Hiệp hội Làm vườn Hoàng gia.
- 'Farleigh Damson' (syn: 'Crittenden's Prolific', 'Strood Cluster') được đặt theo tên của ngôi làng East Farleigh ở Kent, nơi nó được nuôi dưỡng bởi James Crittenden vào đầu thế kỷ 19. Một lá thư năm 1871 viết cho Tạp chí làm vườn và làm vườn thực tế (Journal of horticulture and practical gardening) tuyên bố rằng cây giống ban đầu đã được tìm thấy bởi ông Herbert, người thuê đất đã thuê một khu vườn chợ ở Strood, ông đã đưa nó đến Crittenden.[25] Nó có trái nhỏ, hình tròn, màu đen, với hoa nặng có màu xanh lam.[26] Việc chiết ghép cây giống nhiều khiến nó được trồng rộng rãi ở Anh.

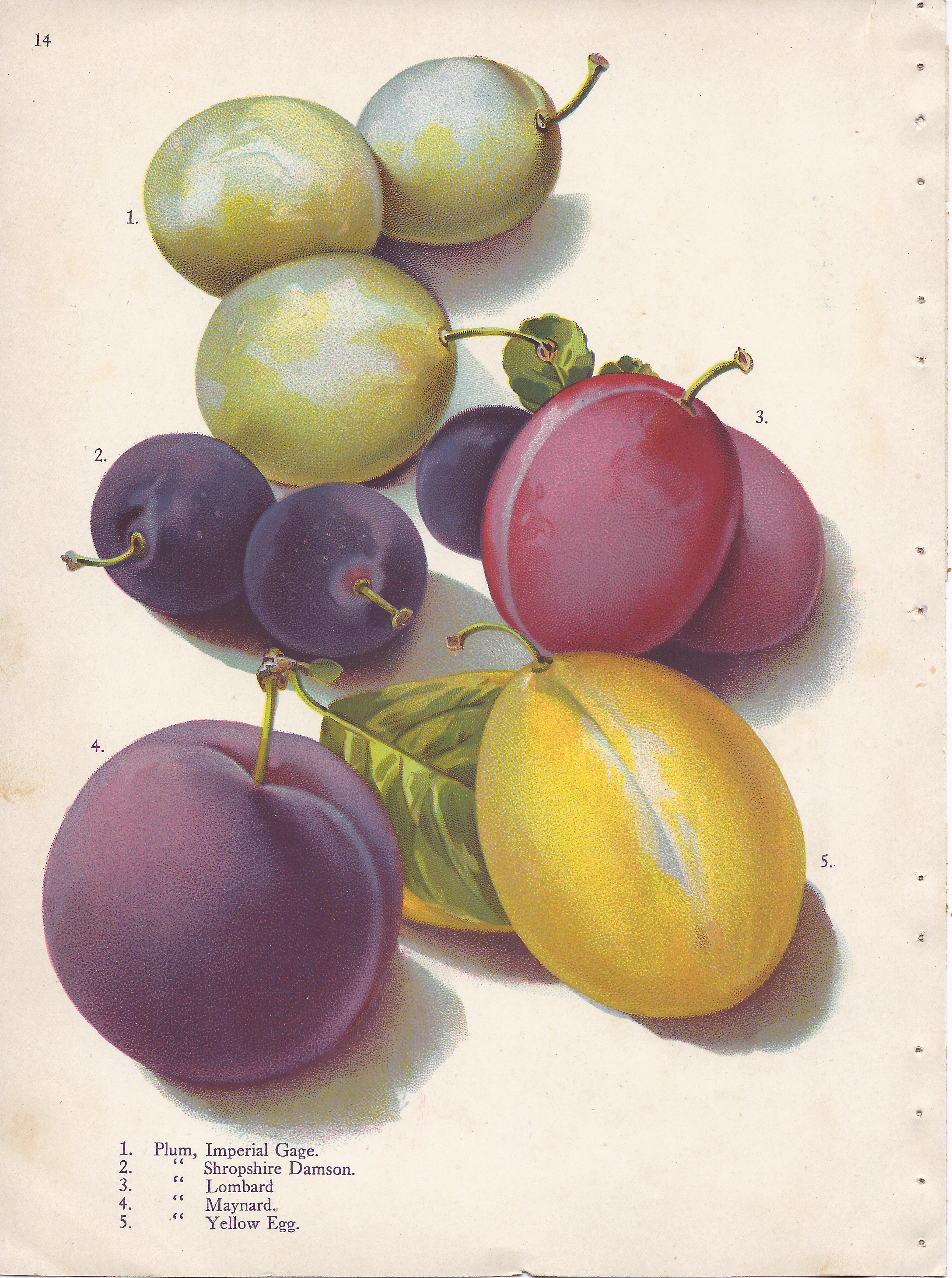
Shropshire Damson, hiển thị ở giữa bên trái. Các loại mận khác được trưng bày là Imperial Gage (nhãn 1), Lombard (3), Maynard (4) và Yellow Egg (5).

- 'Shropshire Prune' (syn. 'Prune Damson', 'Long Damson', 'Damascene', 'Westmoreland Damson', 'Cheshire Damson') là một giống cũ rất lâu đời; Quả hình trứng màu xanh tím, có hương vị đặc biệt "chất làm chát rất đậm" được coi là vượt trội so với các quả damson khác, và nó được cho là đặc biệt thích hợp để đóng hộp.[27] Hogg cho biết đây là giống cây trồng đặc biệt gắn liền với tên cũ "damascene".[28] Các giống cây trồng địa phương thường được gọi là "Westmoreland Damson" và "Cheshire Damson", được mô tả là đồng nghĩa với Shropshire Prune bởi nhà làm vườn Harold Taylor và những nhà làm vườn khác.[27][29] Shropshire cũng là giống mận damson nổi tiếng nhất ở Hoa Kỳ.[30]
- Tương tự như Shropshire Prune và có thể là một phần của giống thích nghi địa phương, 'Aylesbury Prune' (syn. 'Bucks Prune', 'Michaelmas Prune') là một loại mận bán hoang dã thuộc loại mận damson từ khu vực Buckinghamshire và Berkshire tập trung ở Ivinghoe.[31][32] Nó có thể kết trái tương đối lớn và được người trồng coi là có khả năng cao trong việc chống bạc lá,[33] mặc dù bị cho là không thích hợp lắm đối với việc đóng hộp.[27] Cùng với mận Victoria, Aylesbury Prune là một trong những giống mận cha mẹ của loại mận ẩm thực 'Laxton's Cropper'. Mặc dù các vườn cây ăn quả Aylesbury Prune hiện nay rất hiếm, nhưng Hội đồng quận Aylesbury Vale đã nỗ lực để bảo tồn nó.[34]
- 'Frogmore' là một giống cây trồng lần đầu tiên được trồng vào thế kỷ 19 trong Vườn Hoàng gia ở Frogmore, tại đó nó được chăm sóc bởi người làm vườn đứng đầu là Thomas Ingram.[35] Nó được mô tả là có quả ngọt, hình bầu dục-tròn, màu đen tía, quả chín vào đầu tháng 9.[36]
- 'King of the Damsons' (syn. 'Bradley's King') là một giống mận cuối mùa ở Nottinghamshire, tạo nên một giống cây có sức sống và lan rộng với những tán lá chuyển sang màu vàng đặc biệt vào mùa thu. Nó được Bradley & Sons ở Halam phân phối lần đầu tiên vào khoảng năm 1880. Quả màu tím hình trứng từ trung bình đến lớn, tương đối ngọt với thịt hơi khô.[26]
- 'Merryweather' là một giống cây trồng phổ biến trong thế kỷ 20, được giới thiệu bởi công ty của Henry Merryweather & Sons ở Southwell, Nottinghamshire vào năm 1907.[37] Vẫn chưa rõ nguồn gốc của cây, nó có những chiếc lá cao hơn hẳn so với kích thước của những giống damson khác,[38] và được cho là có ít nhất một tổ tiên là giống mận ăn được.[39] Quả có màu xanh đậm, to và ngọt đặc biệt khi chín, mặc dù có chất làm chát.[40]
- 'Early Rivers', được đăng ký vào năm 1871, giống cây trồng này được trồng bởi Rivers 'Nursery từ một hạt giống của giống St Etienne, có trái tròn với hoa màu phấn. Quả nhỏ, màu tím đỏ chín sớm nhất là vào giữa tháng 8, thịt rất ngon nhưng thiếu "hương vị damson thực sự".[41]
- 'Blue Violet' có nguồn gốc ở Westmoreland (có thể là một giống lai hoặc giống phát triển từ giống mận 'Shropshire Prune') và lần đầu tiên được gửi đến National Fruit Trials vào những năm 1930.[42] Một giống mận sớm, ra quả vào tháng 8, người ta cho rằng chúng đã mất từ lâu nhưng một vài cây đã được phát hiện ở Lake District vào năm 2007.[43]
- 'Common Damson' (syn. 'Small Round Damson') là một giống mận trồng truyền thống với quả nhỏ, màu đen, có lẽ rất gần với các giống mận hoang dã. Thịt có kết cấu dạng bột với vị chua, và đến những năm 1940 nó không còn được trồng nữa.[38]

Có một giống mận damson từng được trồng rộng rãi ở County Armagh, Ireland chưa bao giờ được xác định chắc chắn nhưng thường được gọi là mận damson Armagh, quả của nó đặc biệt được coi là tốt cho việc đóng hộp. Các loại mận khô của Anh như Gloucestershire 'Old Pruin' đôi khi được mô tả là giống damson.

## Mận damson trắng
Mặc dù phần lớn các giống mận damson có màu xanh đen hoặc màu tím, nhưng hiện có ít nhất hai dạng "damson trắng" hiếm gặp, cả hai đều có da xanh lục hoặc vàng xanh. National Fruit Collection có nhập giống cây trồng "White Damson (Sergeant)" và "White Damson (Taylor)" có cỡ lớn hơn, cả hai đều được đề cập từ thập niên 1620.

## Sử dụng
Vì hạt damson khó tách khỏi thịt quả và tốn nhiều thời gian để tách, nên việc làm mứt hoặc bơ quả thường dùng nguyên quả. Hầu hết những người nấu ăn khi chế biến loại bỏ hạt, nhưng những người khác thì tin rằng để nguyên quả thì hương vị sẽ ngon hơn. Một số lượng hạn chế hạt damson bỏ sót trong mứt được cho là mang lại hương vị hạnh mặc dù như tất cả các loại mận, hạt mận damson có chứa cyagenic glycoside amygdalin, một độc tố.
Rượu mùi Damson gin được chưng cất như giống rượu làm từ mận gai, mặc dù cần ít đường hơn vì damsons ngọt hơn mận gai. Các giống Insititia tương tự như mận damson được sử dụng để làm rượu slivovitz, một loại rượu mận chưng cất được sản xuất ở các nước Slav. Rượu vang Damson đã từng rất phổ biến ở Anh: một tài liệu tham khảo từ thế kỷ 19 ghi nhận "rượu vang damson ngon có lẽ là cách tiếp cận gần nhất đến Rượu vang Bồ Đào Nha mà chúng ta có ở Anh. Không loại rượu nho nào có thể sánh bằng."

## Hình ảnh

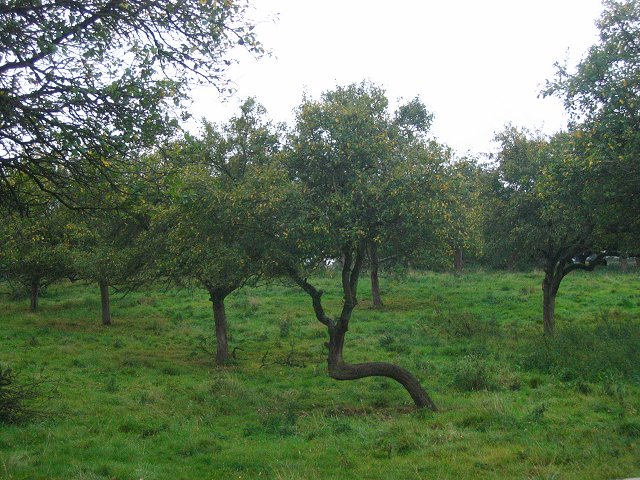
Vườn
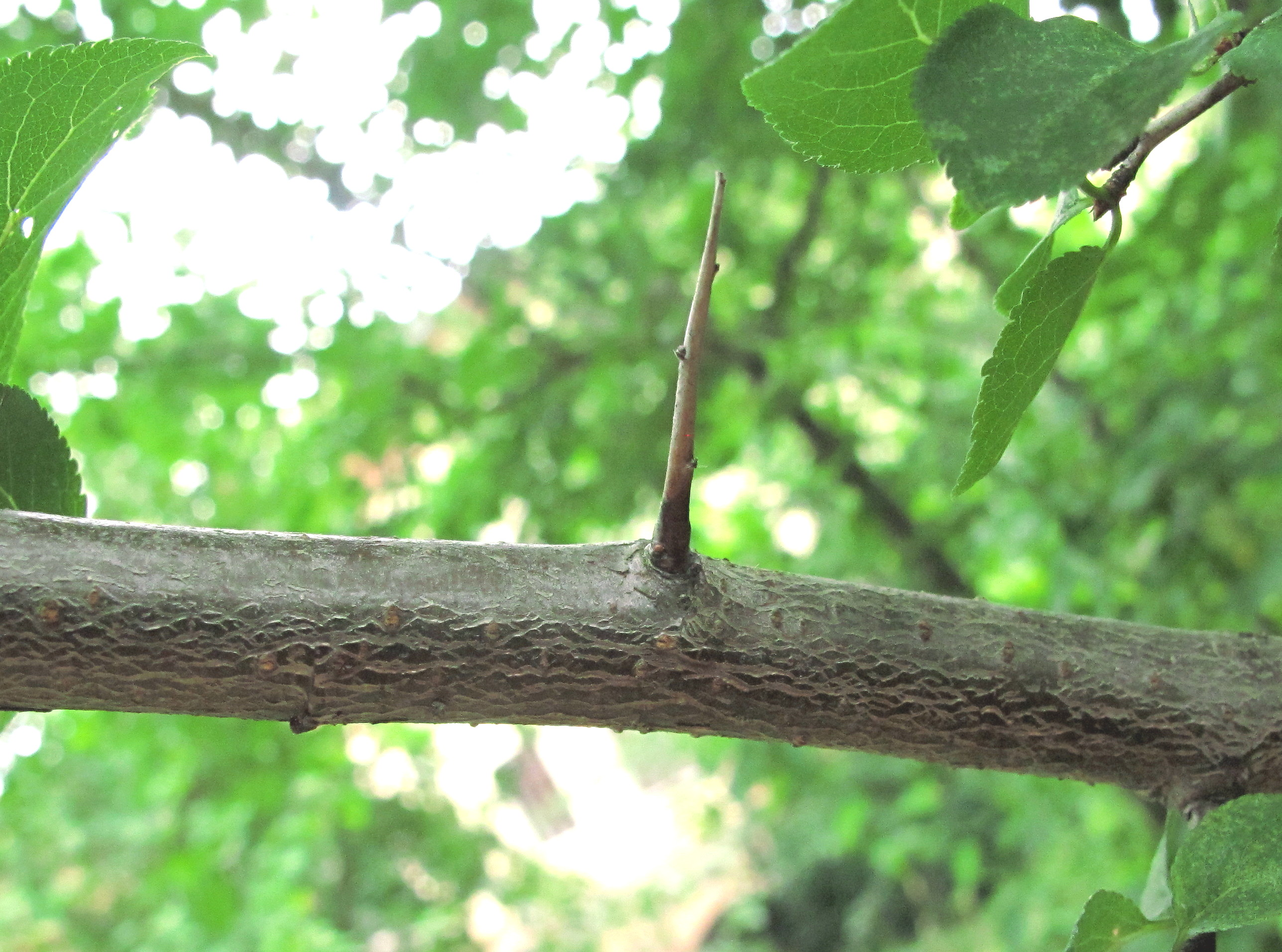
Nhánh
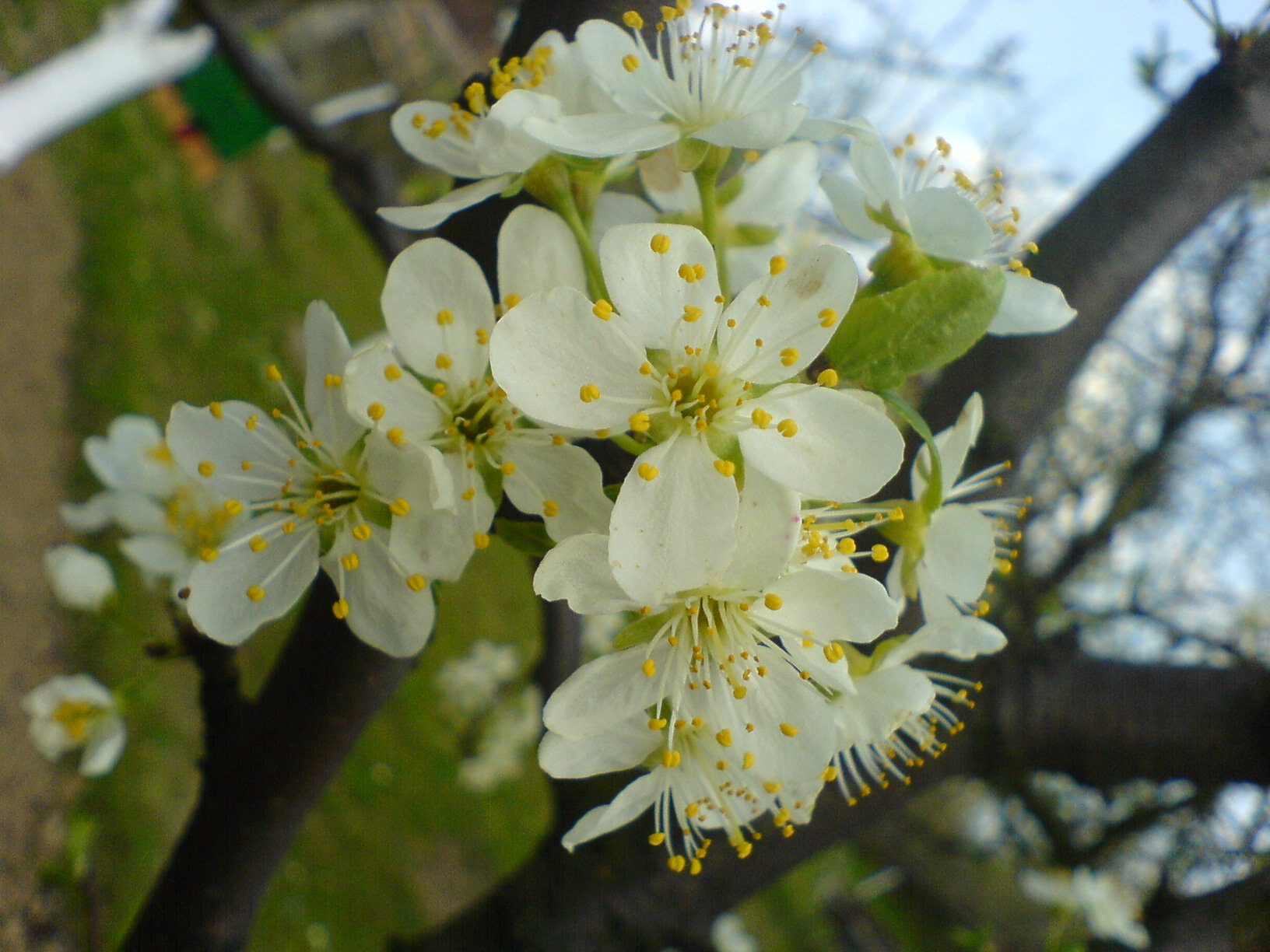
Hoa
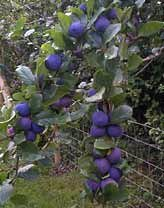
Quả